# Lac Pico Numero Cuatro
Le lac Pico Numero Cuatro, en Argentine, est un lac andin d'origine glaciaire situé à l'ouest de la province de Chubut, dans le département de Tehuelches, en Patagonie. 

## Géographie
Situé au nord du río Pico, le lac Pico Numero Cuatro présente une forme ovale orientée d'est en ouest, dont le grand axe est long de 2,95 kilomètres.
Il a une superficie de 3,6 km2 et son altitude est de 613 mètres.
Il se trouve à moins de 4 kilomètres au nord du lac Pico Numero Tres, à 6 km au nord-ouest du lac Pico Numero Uno, et à un peu plus de 7 kilomètres à l'est-nord-est du lac Pico Numero Cinco. Moins de 15 km à l'ouest se trouve la frontière chilienne.

## Hydrologie
Son émissaire prend naissance au niveau de son extrémité ouest. Tout en divaguant, il se dirige globalement vers le sud-ouest. Il conflue en rive droite avec le río de Las Pampas. Celui-ci qui coule du nord vers le sud est un affluent en rive droite du río Pico. 

Ce dernier est lui-même affluent en rive gauche du río Carrenleufú qui débouche au Chili dans l'Océan Pacifique.